# بير باوس
بير باوس (بالنرويجية البوكمول: Per Paus)‏ هو شخصية أعمال نرويجي، ولد في 28 أبريل 1910 في كريستيانية ‏ في النرويج، وتوفي في 15 ديسمبر 1986.